# 蔬菜學

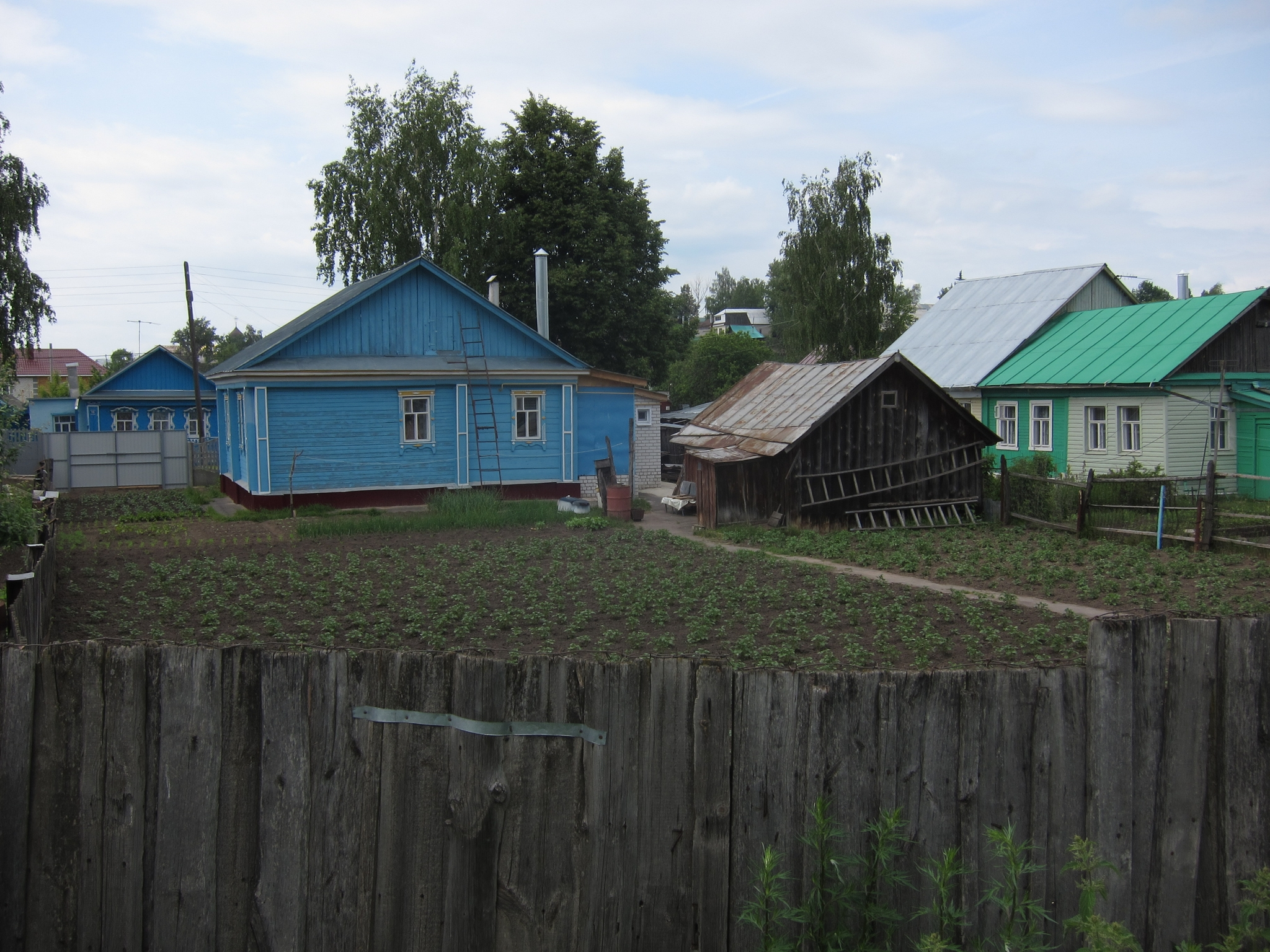
蔬菜培育

蔬菜學，又稱蔬菜園藝學（英語：Olericulture），顧名思義就是來自拉丁文Oler-與cultura的合稱，是包含農業與植物學的分支學問，涉及了蔬菜的分類、品種培育、風土、栽培管理、繁殖、採種、病蟲害與雜草防治、採後處理、儲藏、加工、銷售及利用之科學。有參與蔬菜學的研究者被稱為蔬菜學家（英語：Olericulturist）。